# Маца
Вижте пояснителната страница за други значения на Маца.
Мацата (на иврит: מַצָּה) е безквасен хляб в еврейската кухня, приготвян традиционно за празника Пасха, на който ритуалите на юдаизма забраняват яденето на определени храни. Празнува се 7 дни, от които според "Библията" (Изход, 12) на първият и последният ден на празника трябва да се провежда сбор, наричан "свято събрание" - на 15-ия ден от Нисан, първият месец по еврейския календар и на 21-ият ден от същият месец. Поводът е началото на Изхода (бягството на евреите от Древен Египет), при който оттеглящите се тълпи, дотолкова бързат, че тестото на хлябовете им няма време да втасва, преди да потеглят. 
Приготвяният за Пасха вариант съдържа само вода и брашно от пшеница, спелта, ръж, ечемик или овес (сефарадската традиция допуска и яйца), докато в останалото време от годината се яде и маца с други добавки, като лук, чесън, маково семе.  